# C/2020 S3 (Erasmus)
C/2020 S3 (Erasmus) es un cometa no periódico que fue descubierto el 17 de septiembre de 2020 por Nicolas Erasmus, miembro del equipo del Proyecto ATLAS-MLO (Hawaii, EE. UU.). En ese momento, el cometa se presentó como una estrella de magnitud 18 ubicada en la constelación del Unicornio, entre las estrellas 15 y 17 Monocerotis.

## Observación
Hará su máxima aproximación al Sol el 12 de diciembre de 2020 a 0,83 AU, y a la Tierra el 18 de noviembre a 1,03 AU. Ahora tiene una magnitud aparente de alrededor de 10. Si continúa con la misma tasa de aumento de brillo, es posible que alcance la séptima magnitud a fines de noviembre de 2020.